# Mercedes-Benz CLK-LM
Mercedes-Benz CLK-LM foi  construído pela Mercedes-Benz para o Campeonato Mundial de Fia GT, 24 Horas de Le Mans 1998 e tambem no campeonato da FIA GT Championship. A sua versão, é uma variante do super esportivo Mercedes-Benz CLK-GTR.

## História
Depois de conquistar o campeonato da FIA GT, a Mercedes-Benz no seu objetivo, competir nas 24 Horas de Le Mans 1998, que não realizava desde 24 Horas de Le Mans 1991. No entanto, a modalidade apresentou um desafio diferente daquele oferecido no FIA GT, em que as distâncias de corrida eram quase um décimo da distância percorrida em Le Mans. Portanto AMG-Mercedes utilizou o esportivo CLK GTR, a fim de atender às novas demandas exigidas.
Em primeiro lugar,a AMG-Mercedes  decidiu que o motor V12 M120 não estaria à altura, na tarefa de funcionar nas árduas 24 horas. Foi decidido de vez que a Mercedes iria realmente voltar a um motor que tinha usado no Grupo C no final de 1980, o V8 M119. Abandonando os turbocompressores que o M119 tinha usado no Grupo C e ampliando o deslocamento, a AMG-Mercedes sentiu que o M119 teria melhor confiabilidade em velocidades enquanto executa a mesma quantidade de energia como o M120, devido à regulamentação do restritor de ar.

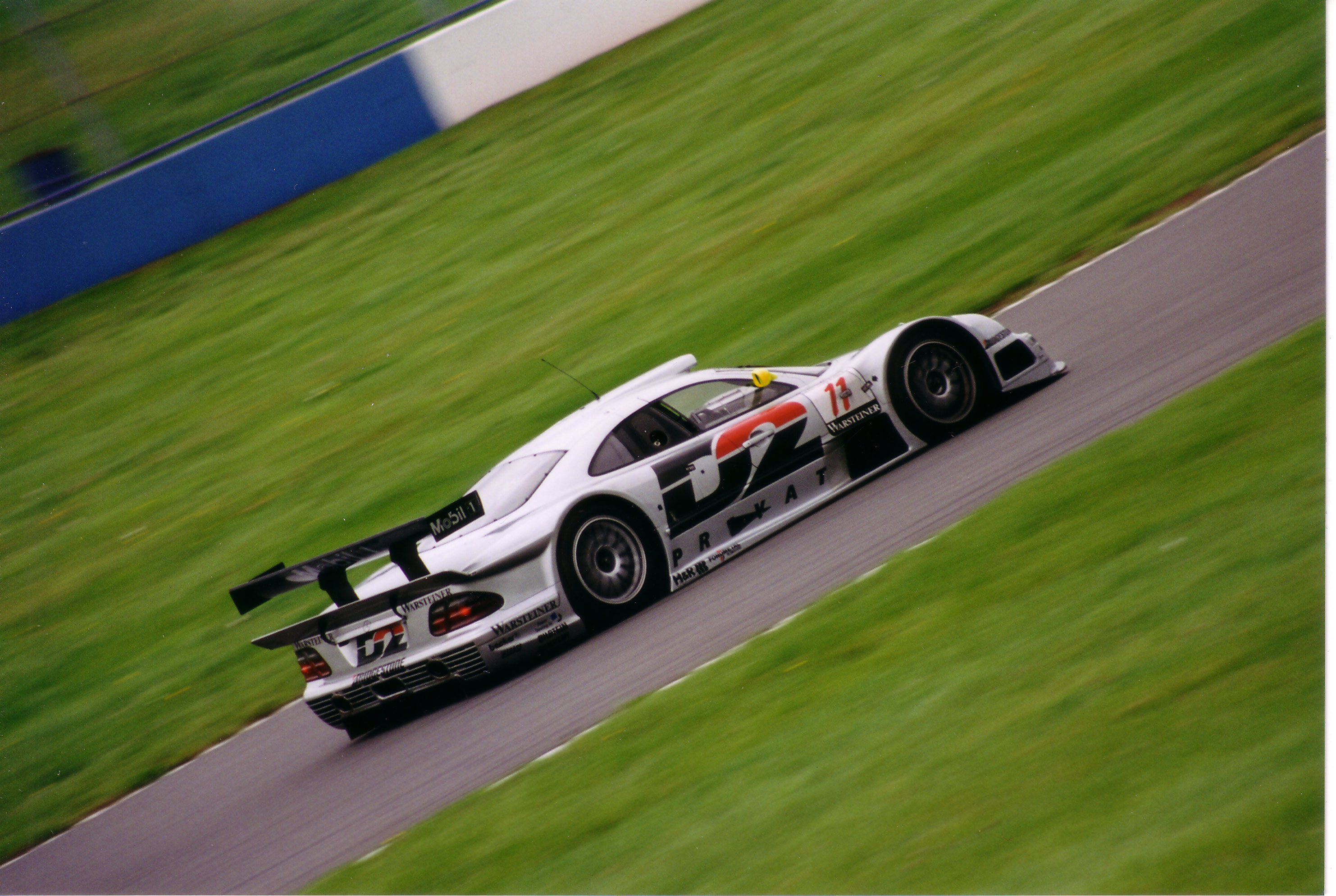
CLK-LM durante as 4 Horas de Donington Park.

Satisfeito com o motor, a AMG-Mercedes também definiu a alteração da carroçaria para melhor lidar com as altas velocidades da corrida. O nariz foi reduzido, com grandes freios dianteiros, dutos de refrigeração e os lados do nariz foram substituidos por uma abertura, grande, na parte da frente do carro. O teto do carro também foi reduzida e uma entrada de ar. Várias outras emendas mecânicas também foram realizadas. Este novo carro se tornaria conhecido como CLK LM, em pé de Le Mans.
Estreando em Le Mans, os prototipos CLK LM foram rápidos,conseguindo os primeiros lugares. Porém o triunfo não foi nada comparado ao fracasso durante a corrida. Vários veiculos estavam tendo problemas e avarias no motor, e a Mercedes foi uma delas. Infelizmente os seus unicos dois protótipos sofreram avarias e sairam da competição. A Mercedes conseguiu abater o problema da durabilidade do motor no ano seguinte, nas 24 Horas de Le Mans 1999, com seu novo protótipo denominado Mercedes-Benz CLR, em projeto todo remodelado, ja que os veiculos não poderiam mais se basear em esportivos. Essa nova versão conseguiu consertar o problema da durabilidade, utilizando um motor Mercedes-Benz GT108C 5.7L V8, o que trouxe um desempenho melhor e até equiparável ao do Toyota GT-One, que obteve um desempenho satisfatório  em 1998. Porém ao consertar um problema, a Mercedes criou outro. Devido a um projeto aerodinâmico errôneo para o veiculo, dois dos três prototipos inscritos sofreram um espetacular acidente,em que os veiculos de Mark Webber e Peter Dumbreck levantaram voo. Felizmente não houve vitimas, porem o protótipo restante foi retirado da corrida por precaução
Para a temporada de 1999, nenhum concorrente tentou entrar na classe GT1 no FIA GT, exceto a Mercedes-Benz, forçando a FIA para cancelar a classe. O motor da CLK LM  produzia cerca de 600 cv (450 kW), que lhe permitia atingir velocidades até 330 km/h (205 mph) nos treinos para as 24 Horas de Le Mans 1998, porem a AMG-Mercedes reivindicou uma velocidade superior a 335 km/h (208 mph). No total, quatro variantes da CLK-LM foram construídas e uma versão de estrada foi construída para cumprir os regulamentos da FIA 1998.